# Sportovní Klub Slavia Praha 1992-1993
Questa voce raccoglie le informazioni riguardanti lo Sportovní Klub Slavia Praha nelle competizioni ufficiali della stagione 1992-1993.

## Stagione
I biancorossi disputano il loro ultimo campionato cecoslovacco chiudendo al secondo posto, staccati di 5 lunghezze dai cugini dello Sparta Praga.
In Europa lo Slavia esce ai trentaduesimi contro gli scozzesi dell'Hearts: l'1-0 conquistato a Praga e reso vano dal 4-2 di Edimburgo. I cechi vincono per il secondo anno consecutivo la Coppa Rappan.

## Calciomercato
Vengono ceduti Blažek (Dynamo České Budějovice), Klusacek, Holota, Jarolím (Viktoria Žižkov), Poviser, Rusnák (in prestito al Bohemians Praga), Heřman (Viktoria Plzeň) e nel gennaio del 1993 Novák (Fortuna Düsseldorf).
Vengono acquistati Hunal (Mladá Boleslav), Lerch (Dynamo České Budějovice), Šmicer, Nečas e nel gennaio 1993 Rusnák ritorna dal prestito al Bohemians Praga.

## Rosa
| N. |                       | Ruolo | Calciatore       |
| -- | --------------------- | ----- | ---------------- |
|    | Rep. Ceca (bandiera)  | P     | Zdenek Jánoš     |
|    | Rep. Ceca (bandiera)  | P     | Stanislav Vahala |
|    | Rep. Ceca (bandiera)  | D     | Radek Bejbl      |
|    | Rep. Ceca (bandiera)  | D     | Tomáš Hunal      |
|    | Rep. Ceca (bandiera)  | D     | Jiří Lerch       |
|    | Slovacchia (bandiera) | D     | Karol Praženica  |
|    | Rep. Ceca (bandiera)  | D     | Martin Penicka   |
|    | Rep. Ceca (bandiera)  | D     | Jan Suchopárek   |
|    | Rep. Ceca (bandiera)  | D     | Jaroslav Šilhavý |

| N. |                       | Ruolo | Calciatore         |
| -- | --------------------- | ----- | ------------------ |
|    | Rep. Ceca (bandiera)  | C     | Patrik Berger      |
|    | Slovacchia (bandiera) | C     | Bartolomej Juraško |
|    | Rep. Ceca (bandiera)  | C     | Michal Petrouš     |
|    | Rep. Ceca (bandiera)  | C     | Vladimír Šmicer    |
|    | Russia (bandiera)     | C     | Vladimir Tatarčuk  |
|    | Serbia (bandiera)     | A     | Dragiša Binić      |
|    | Rep. Ceca (bandiera)  | A     | Pavel Kuka         |
|    | Rep. Ceca (bandiera)  | A     | Radim Nečas        |
|    | Slovacchia (bandiera) | A     | Štefan Rusnák      |